# Génia Minache
Génia Minache (russe : Же́ня Мина́ш), née Evgenia Semenovna Minache (russe : Евге́ния Семёновна Мина́шen) à Saint-Pétersbourg le 15 juin 1907 
et morte à Gasville le 5 janvier 1972, est une peintre française d'origine russe connue comme illustratrice de livres.
Évacuée de la Russie après la révolution russe, la famille de Génia Minache s'installe à Constantinople, à Prague, puis à Paris. Elle a effectué ses études à l'École nationale des Arts Décoratifs. À partir de 1934 elle expose dans de différentes galeries à Paris. Ses œuvres, notamment « Les Danseuses d'Iran » ou « L'Archet », semblent empreintes d'un exotisme propre aux peintres orientalistes européens du XIXe siècle.

## Œuvres d'illustration
- La Religieuse, Les Bijoux indiscrets de Denis Diderot , 1969-1970 chez A. Vial.
- Kama-Sutra de Vatsyayana, 1960.
- Rubaiyat d'Omar Khayyam, 1957.
- Les Chansons de Bilitis aux Propylées, 1947.